# Billy Wade (racerförare)
Billy Drew Wade, född 28 februari 1930 i Houston i Texas, död 5 januari 1965 i Daytona Beach i Florida, var en amerikansk racerförare. Han korades till Nascar Rookie of the Year 1963.
Han tävlade huvudsakligen i Nascar Grand National Series (nuvarande Nascar Cup Series) 1962-1964 och vann under sin karriär fyra lopp på 70 starter. Wade förolyckades under en däckstest på Daytona International Speedway.
Han är gravsatt i Brookside Memorial Park i Houston, Texas.

## Utmärkelser
- 1963 - Nascar Rookie of the Year.[4]

## Resultat

### Grand National Series
| År      | Starter | Vinster | Top-5 | Top-10 | Pole | Varv | Prispengar ($) | Placering | Poäng  |
| ------- | ------- | ------- | ----- | ------ | ---- | ---- | -------------- | --------- | ------ |
| 1962    | 4       | 0       | 0     | 2      | 0    | 0    | 1 350          | 46        | 2 008  |
| 1963    | 31      | 0       | 4     | 14     | 0    | 22   | 15 204         | 16        | 14 646 |
| 1964    | 35      | 4       | 12    | 25     | 5    | 954  | 14 689         | 4         | 28 474 |
|         |         |         |       |        |      |      |                |           |        |
| Totalt  | 70      | 4       | 16    | 41     | 5    | 976  | 52 649         |           |        |
| Källor: |         |         |       |        |      |      |                |           |        |